# The Telephone (film 1910)
The Telephone è un cortometraggio muto del 1910. Il nome del regista non viene riportato. La piccola Dolores Costello interpreta qui il suo secondo film, dopo aver debuttato l'anno precedente in un ruolo di fatina a soli sei anni.

## Produzione
Il film fu prodotto dalla Vitagraph Company of America.

## Distribuzione
Distribuito dalla General Film Company, il film uscì nelle sale cinematografiche statunitensi il 29 ottobre 1910 presentato con il sistema dello split reel, in un programma unico insieme a un altro cortometraggio prodotto dalla Vitagraph, il documentario A Day on the French Battleship 'Justice'.